# Tanyptera (Tanyptera) hubeiensis
Tanyptera (Tanyptera) hubeiensis is een tweevleugelige uit de familie langpootmuggen (Tipulidae). De soort komt voor in het Palearctisch gebied.